# 2011 AG5

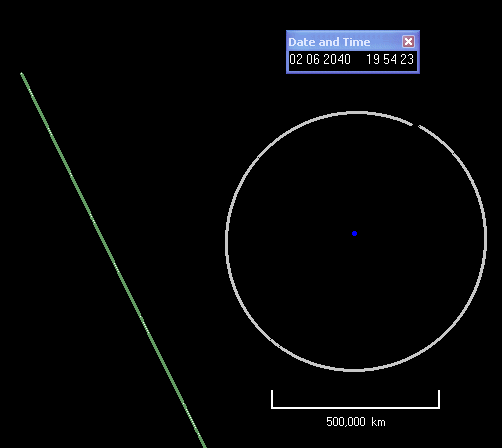
2011 AG5

(367789) 2011 AG5 är en jordnära asteroid som tillhör Apollo-asteroiderna. Den upptäcktes den 8 januari 2011 vid Mount Lemmon i Arizona, som ingår i Catalina Sky Survey, som bevakar jordnära objekt. Den bedömdes vid upptäckten som ett potentiellt farligt objekt. Asteroiden har en uppskattad diameter av 140 meter. 2012 avfördes den från Sentry-programmets risktabell och är nu kategoriserad som 0 på Torinoskalan.
2011 AG5:s senaste periheliepassage skedde den 17 mars 2023.[Uppdatering behövs]